# ARM Cortex-A715
ARM Cortex-A715是兼容ARMv9的第二代Cortex CPU“大核”核心。相比前代Cortex-A710，Cortex-A715 CPU的能效具有20%的提升，性能上有5%的提升。Cortex-A715的性能与前代的Cortex-X1 CPU性能水平相近。本代的芯片中，A715级别以上的核心抛弃了原生32位支持。